# 迪耶姆
迪耶姆（法語：Dième，法語發音：[djɛm]）是法国罗讷省的一个市镇，属于索恩河畔自由城区。

## 地理
迪耶姆（45°57'42"N, 4°27'56"E）面积9.05 平方千米，位于法国奥弗涅-罗讷-阿尔卑斯大区罗讷省，该省份为法国中东部省份，北起顺时针与索恩-卢瓦尔省、安省、里昂大都会、伊泽尔省和卢瓦尔省接壤。
与迪耶姆接壤的市镇（或旧市镇、城区）包括：圣克莱芒-叙瓦尔索讷、莱特拉、泰尔南、瓦尔索讷、圣阿波利奈尔、圣瑞斯特达夫赖、沙姆莱、圣韦朗。

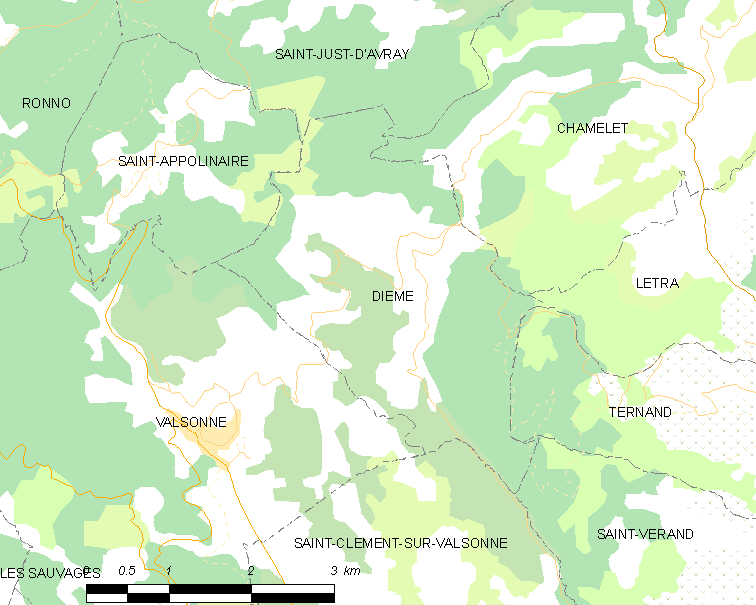
迪耶姆的OSM定位图

迪耶姆的时区为UTC+01:00、UTC+02:00（夏令时）。

## 行政
迪耶姆的邮政编码为69170，INSEE市镇编码为69075。

## 政治
迪耶姆所属的省级选区为塔拉尔县。

## 人口

1962-2008年间迪耶姆人口变化图示

迪耶姆于2022年1月1日时的人口数量为196人。